# نخل ماتوگروسو
نخل ماتوگروسو (نام علمی: Butia matogrossensis) نام یک گونه از سرده نخل‌های پرسان است.